# Iliamna grandiflora
Iliamna grandiflora är en malvaväxtart som först beskrevs av Per Axel Rydberg, och fick sitt nu gällande namn av Ira Loren Wiggins. Iliamna grandiflora ingår i släktet Iliamna och familjen malvaväxter. Inga underarter finns listade i Catalogue of Life.